# Helmut Küpper
Helmut Küpper (* 1. Mai 1904 in Duisburg; † 10. April 1956 in München) war ein deutscher Verleger.

## Leben
Helmut Küpper wurde 1904 in Duisburg geboren. Nachdem der Vater Wilhelm Küpper 1908 gestorben war, heiratete die Mutter Hanna, geb. Manger, 1911 den Stahlmagnaten Peter Klöckner. Statt im Unternehmen des Stiefvaters tätig zu werden, studierte Helmut Küpper seit 1923 an der  Universität Heidelberg, der LMU München und der Friedrichs-Universität Halle-Wittenberg Rechtswissenschaften, Germanistik, Philosophie, Kunst- und Kulturgeschichte. In Heidelberg wurde er durch Friedrich Gundolf, einem wichtigen Mitglied des George-Kreises, in München von Heinrich Wölfflin beeinflusst. Auch Ernst Kantorowicz machte ihn mit Dichtung und Denken Stefan Georges bekannt. 1928 promovierte Küpper in Halle mit einer literaturgeschichtlichen Würdigung Jean Pauls anhand von dessen Idylle Leben des vergnügten Schulmeisterlein Maria Wutz in Auenthal. Anschließend strebte er die Habilitation an und bereitete ein Buch über das Leben und Werk August von Platens vor, verzichtete wegen der politischen Verhältnisse nach 1933 aber auf beides.
Am 1. April 1935 trat er als Gesellschafter in den Berliner Georg Bondi Verlag ein, den Hausverlag Stefan Georges und seiner Anhänger. Nach dem Tod des Verlegers Georg Bondi und dem Ausscheiden anderer Gesellschafter führte er den Verlag als Alleininhaber weiter. Der 1938 gewählte Verlagsname Helmut Küpper vormals Georg Bondi musste 1941, als keine jüdischen Firmennamen mehr geduldet waren, zu Verlag Helmut Küpper verkürzt werden. Küpper führte die Ausgaben von Werken Max Halbes, Stefan Georges und von Mitgliedern des George-Kreises weiter und versuchte sich (ohne großen Erfolg) auch an Unterhaltungsromanen wie Eine Handvoll Staub von Evelyn Waugh. Ab 1939 betreute er Ernesto Grassis Buchreihen Schriften für die geistige Überlieferung und Quellen der geistigen Überlieferung sowie dessen Jahrbuch Geistige Überlieferung. Von 1940 bis 1945 wurde Küpper ins Forschungsamt des Luftfahrtministeriums dienstverpflichtet. 
Mit Erlaubnis der britischen Militärbehörden konnte er den Verlag Helmut Küpper vormals Georg Bondi im Mai 1946 in Bad Godesberg wieder eröffnen. Neben Neuauflagen seiner früheren Produktionen förderte Küpper weiterhin das Werk Stefan Georges und des George-Kreises. Einige bedeutende Werke der George-Memorialliteratur wie Robert Boehringers Mein Bild von Stefan George und Edgar Salins Um Stefan George erschienen in mehreren Auflagen bei Küpper. Durch die Zusammenarbeit mit Walter Eucken und Wilhelm Flitner schuf er zusätzlich einen wirtschaftswissenschaftlichen und einen pädagogischen Verlagsschwerpunkt. Nach dem Tod des Verlegers im Jahre 1956 wurde sein Lebenswerk von seiner zweiten Frau Ursula, geb. Wendel, fortgeführt, die er 1950 geheiratet hatte. Wie die erste, 1927 geschlossene Ehe mit Paraskewe Bereskine blieb auch die zweite kinderlos.

## Schriften
- Jean Pauls „Wuz“. Ein Beitrag zur literarhistorischen Würdigung des Dichters. Ostdeutsche Druckerei und Verlagsanstalt, Halle (Saale) 1928 (hier auch ein Lebenslauf aus eigener Hand); Nachdr. Niemeyer, Halle (Saale) 1928; Sändig, Walluf bei Wiesbaden 1972.